# 천젠쉰
잠건훈(岑建勳, 1952년 ~)은 홍콩 출신의 영화 배우이자 영화 제작자다.

## 영화 출연작
- 오복성 1983년 잭소 역
- 신용 쌍향포 1984년
- 쾌찬차 1984년
- 복성고조 1985년
- 복성고조2-하일복성 1985년
- 예스마담-황가사저 1985년